# Truro
För andra betydelser, se Truro (olika betydelser).

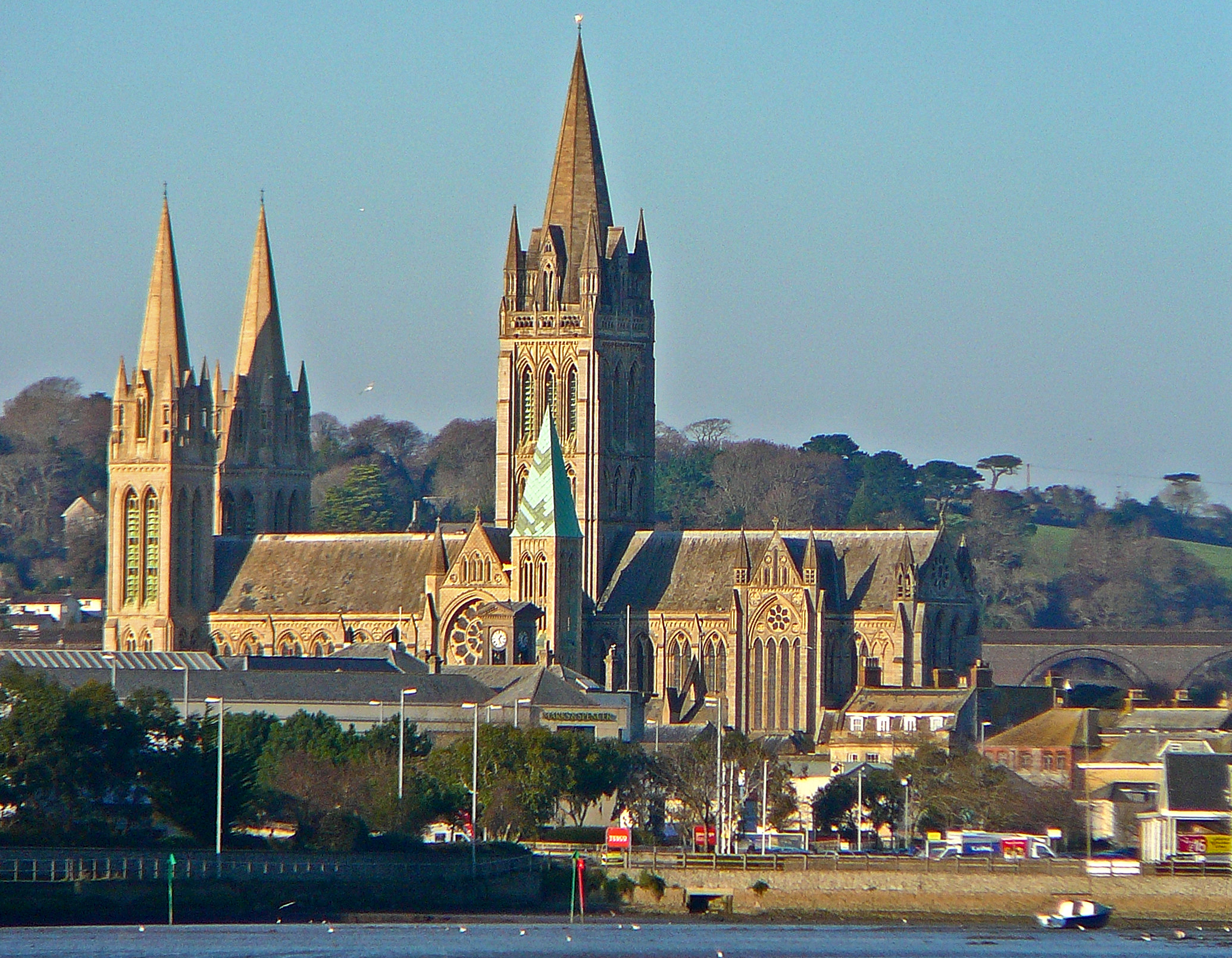
Katedralen i Truro.

Truro (engelskt uttal: [ˈtrʊəroʊ], korniska: Truru) är en stad och civil parish i grevskapet Cornwall i sydvästra England. Staden är huvudort för Cornwall och ligger cirka 66 kilometer väster om Plymouth. Tätortsdelen (built-up area sub division) Truro hade 20 332 invånare vid folkräkningen år 2011. Truro är den sydligaste orten med stadsrättigheter i Storbritannien.
Truro var ursprungligen en viktig hamnstad, där hamnen fungerade som ett handelscentrum, och sedermera en viktig stad för tennindustrin. Staden är känd för katedralen som stod färdig 1910, kullerstensgator, torg och georgiansk arkitektur. Några kända platser är Royal Cornwall Museum, Hall for Cornwall, Cornwalls High Court of Justice och Cornwall Council.